# Ángel Herrera Oria
Pour les articles homonymes, voir Herrera.
Angel Herrera y Oria (Santander, 1886 - Madrid, 1968) est un cardinal espagnol, évêque de Malaga. Son procès en béatification est en cours.

## Biographie
Angel Herrera y Oria n'est ordonné prêtre qu'après avoir largement dépassé la cinquantaine, le 28 juillet 1940. 
Il crée l’Association nationale catholique de propagandistes (ANCdP), dont sont issus plusieurs ministres de la période franquiste, puis des cadres démocrates-chrétiens de l’UCD. 
Il est nommé curé dans le diocèse de Santander, avant d'être sacré évêque de Malaga en 1947, puis fait cardinal par Paul VI lors du consistoire du 22 février 1965. 
Il démissionne de l'évêché de Malaga en 1966, selon le décret du pape Paul VI qui ordonne aux évêques de lui présenter leur démission lorsqu'ils atteignent l'âge de 75 ans, que le pape accepte alors ou bien refuse.

## Béatification
Son procès en béatification est ouvert en juillet 1996 par l'Église catholique, auquel titre il a déjà été déclaré Serviteur de Dieu.

### Écrits d’Ángel Herrera
- (es) Obras completas, Madrid, Biblioteca de Autores Cristianos (BAC), 2002-2006 (ISBN 978-8479148393) (édition des œuvres complètes d’Ángel Herrera. Texte établi par José Luis Gutiérrez García).

### Ouvrages et articles sur Ángel Herrera
- (es) José Sánchez Jiménez, El cardenal Herrera Oria. Pensamiento y acción social, Madrid, Encuentro, 1986, 368 p. (ISBN 978-8474901504).
- (es) José María García Escudero, Conversaciones sobre Ángel Herrera Oria, Madrid, Biblioteca de Autores Cristianos (BAC), 1986.
- (es) José María García Escudero, De periodista a cardenal. Vida de Ángel Herrera, Madrid, Biblioteca de Autores Cristianos (BAC), 1998, 584 p. (ISBN 978-8479143886).
- (es) José María García Escudero, El pensamiento de Ángel Herrera. Antología política y social, Madrid, Biblioteca de Autores Cristianos (BAC), 1987, 360 p. (ISBN 978-8422012740).
- (es) José María García Escudero, Javier Tusell, Fernando García de Cortázar, José Andrés Gallego et José Luis Gutiérrez García, Homenaje a Ángel Herrera Oria, Santander, Tantín, 1987, 111 p..
- (es) La conciencia social de los españoles. En el centenario de Ángel Herrera Oria, Madrid, Biblioteca de Autores Cristianos (BAC), coll. « Popular », 1987, 224 p. (ISBN 978-84-220-1302-0) (ouvrage collectif, publié sous les auspices de la Fundación Pablo VI).
- (es) José Luis Gutiérrez García, Ángel Herrera, maestro de espíritu, Ávila, Tau, coll. « Sección general », 1990, 291 p..
- (es) José Luis Gutiérrez García, Recordando a Ángel Herrera Oria, Madrid, CEU-Ediciones, coll. « General ACdP », 2021, 298 p. (ISBN 978-84-18463-18-1).
- (es) José Luis Gutiérrez García, Ángel Herrera Oria. Biografía interior, Madrid, CEU-Ediciones, coll. « General ACdP », 2021, 124 p. (ISBN 978-84-18463-63-1).
- (es) José Luis Gutiérrez García, Estudios sobre Ángel Herrera Oria, Madrid, CEU Ediciones, coll. « Centenario n°4 », 2009, 324 p. (ISBN 978-84-96860-99-5).
- (es) José María Eguaras Iriarte, Ángel Herrera Oria. Una biografía testimonial (édition établie, préfacée et annotée par Pablo Sánchez Garrido), Madrid, CEU-Ediciones, coll. « General ACdP », 2019, 340 p. (ISBN 978-84-17385-23-1).
- (es) Julián Vara Martín, Ángel Herrera Oria y los propagandistas en la educación, Madrid, CEU-Ediciones, coll. « ACdP », 2009, 233 p. (ISBN 978-84-92456-44-4).
- (es) Pablo Sánchez Garrido, Ángel Herrera. Apóstol de la vida pública, Madrid, CEU-Ediciones, coll. « General ACdP », 2019, 106 p. (ISBN 978-84-17385-38-5).
- (es) Agapito Maestre, El fracaso de un cristiano: El otro Herrera Oria, Madrid, Tecnos, coll. « Ventana Abierta », 2009, 304 p. (ISBN 978-8430950171).
- (es) Ana Campos Noguerón, La vida de Ángel Herrera Oria a través de la fotografía, Madrid, CEU Ediciones / Asociación Católica Nacional de Propagandistas, 2019, 236 p. (ISBN 978-8417385422).